# Dudu
Dudu byl akkadským králem, vládl celých 21 let. Jeho nástup k moci ukončil období nepokojů a relativního bezvládí (v průběhu 21. století př. n. l.), které nastalo po smrti krále Šar-kali-šarrího.
Po smrti Dudua se králem Akkadské říše stal jeho syn Šú-Turul.